# Tisovské návesní rybníky
Tisovské návesní rybníky jsou soustavou dvou rybníků o rozloze vodní plochy asi 0,8 ha a 0,4 ha, zhruba obdélníkovitého tvaru nalézající se na Sloupnickém potoce v centru obce Tisová v okrese Ústí nad Orlicí. Jsou součástí rybniční soustavy sestávající původně ze tří rybníků zakreslených již na mapovém listě č. 149 z prvního vojenského mapování z let 1764–1768.
Rybníky jsou využívány pro chov ryb.

## Galerie

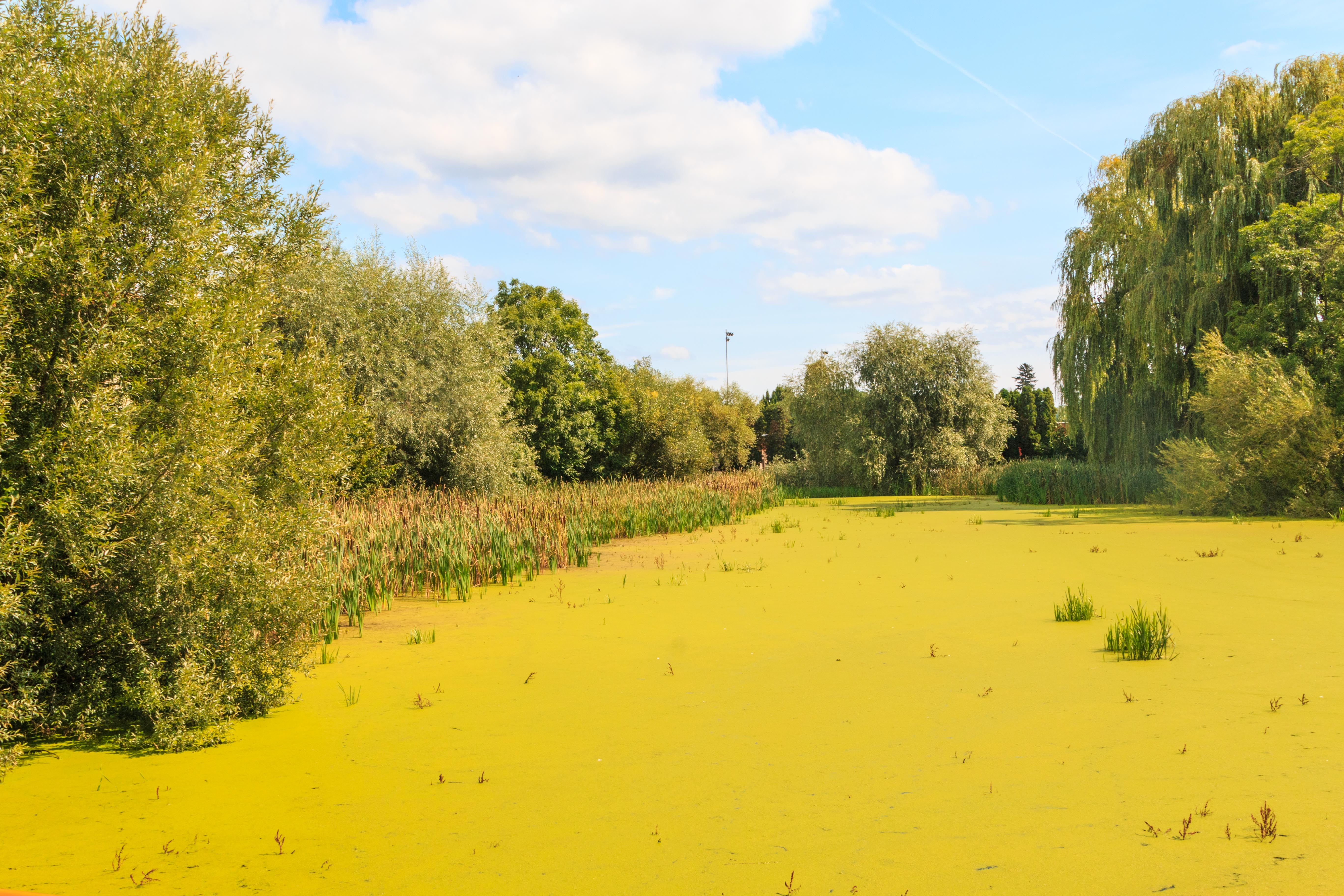
Pohled na Tisovské návesní rybníky
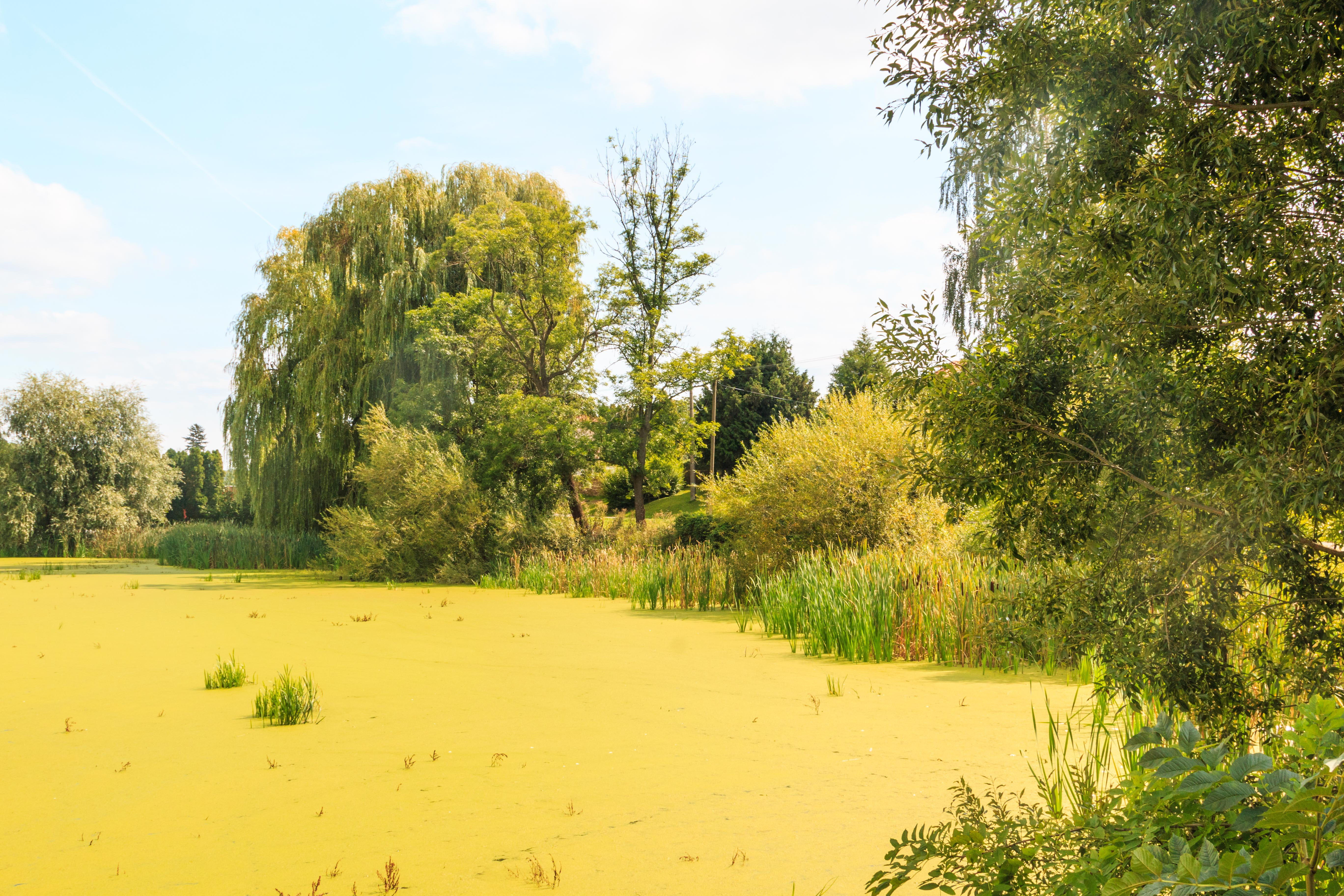
Pohled na Tisovské návesní rybníky
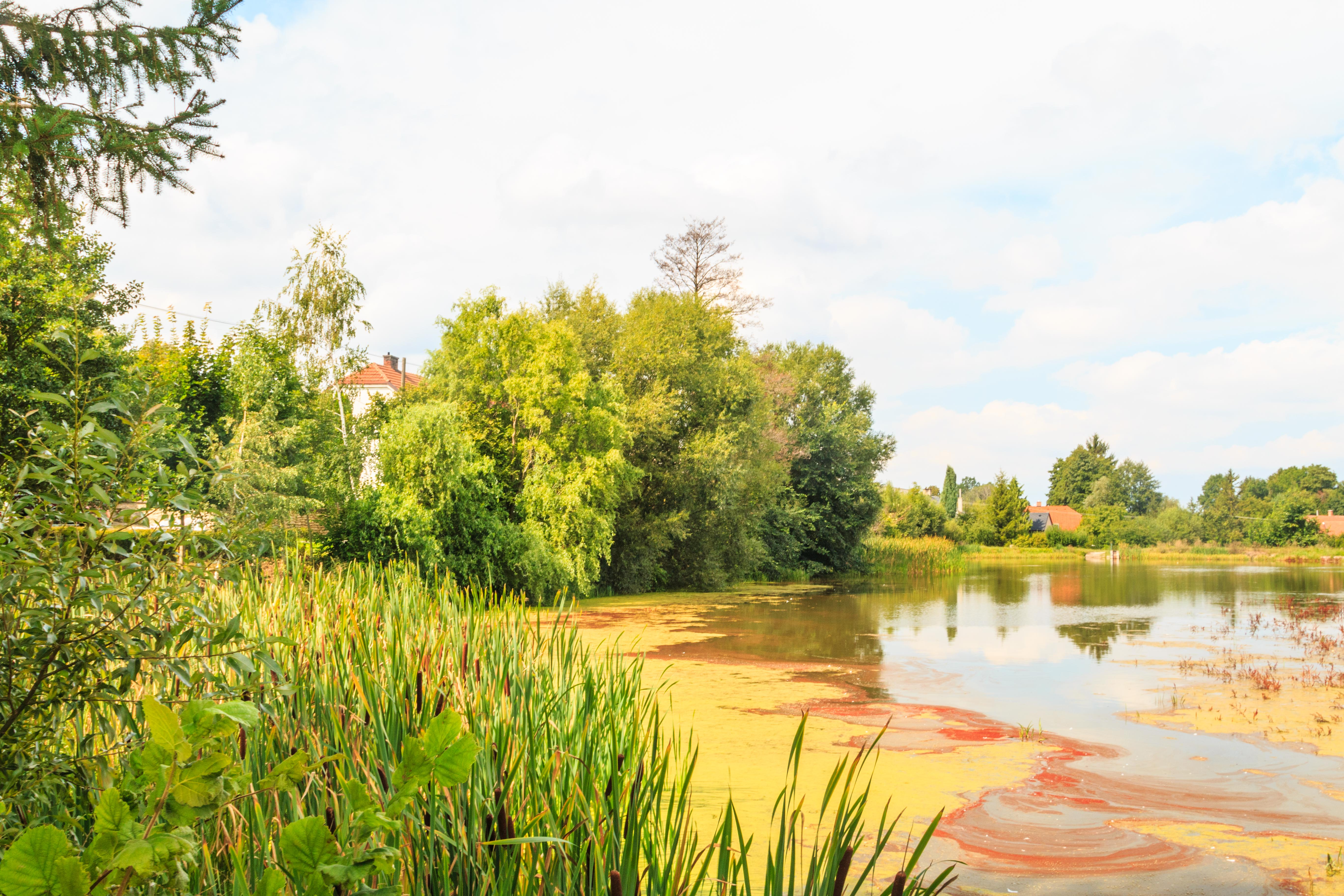
Pohled na Tisovské návesní rybníky
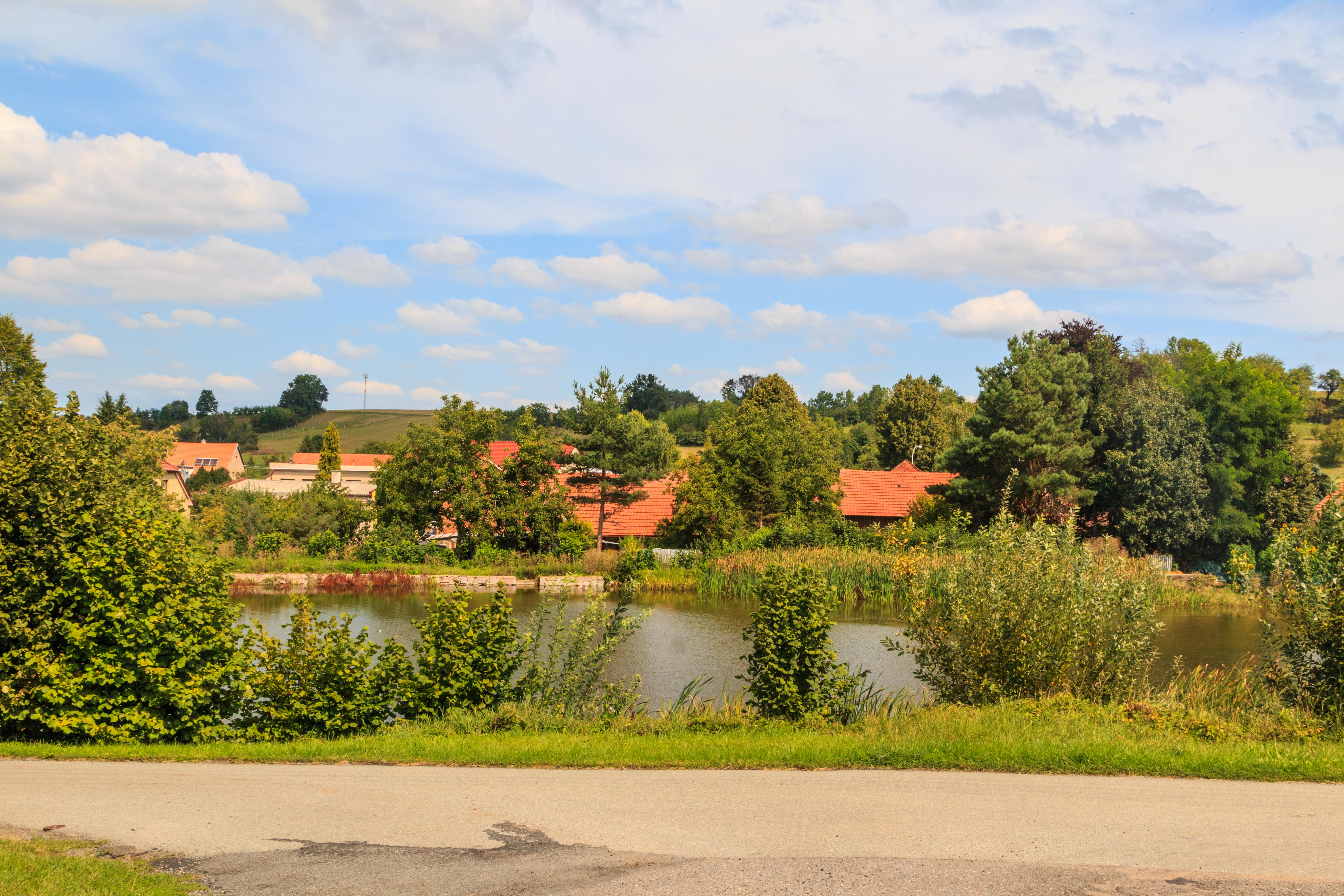
Pohled na Tisovské návesní rybníky